# Amiens SC (hockeyclub)
Amiens Sports Club is een Franse hockeyclub uit Amiens.
Amiens werd opgericht in 1928 en ontstond als aparte hockeytak uit de voetbalclub Amiens SC (1901). De club speelt in de hoogste Franse divisie en is bij zowel de heren als bij de dames meervoudig landskampioen geweest.

## Erelijst
- Frans kampioen heren : (6) 1981, 1982, 1986, 1987, 1988, 1989
- Frans kampioen dames : (4) 1983, 1984, 1993, 1995